# Bomba Mark 83
Mark 83 (lub Mk 83) – amerykańska bomba lotnicza ogólnego przeznaczenia serii Mark 80.
Masa nominalna bomby Mark 83 wynosi 1000 funtów (454 kg), ale jej masa całkowita zależy od masy lotek, zapalnika, oraz systemów spowalniających opadanie i wynosi od 985 funtów (447 kg) do 1030 funtów (468 kg). Bomba ma postać opływowego stalowego kadłuba wypełnionego ładunkiem tritonalu (80% trotylu i 20% proszku aluminiowego) o masie 445 funtów (202 kg).
Mark 83 służy jako głowica bojowa systemów laserowo naprowadzanych bomb typu GBU-16 i GBU-26 systemu Paveway, oraz GBU-32 z systemem naprowadzania JDAM.